# 前584年
| 千纪： | 前1千纪 |
| 世纪： | 前7世纪 \| 前6世纪 \| 前5世纪 |
| 年代： | 前610年代 \| 前600年代 \| 前590年代 \| 前580年代 \| 前570年代 \| 前560年代 \| 前550年代                                                                                              |
| 年份： | 前589年 \| 前588年 \| 前587年 \| 前586年 \| 前585年 \| 前584年 \| 前583年 \| 前582年 \| 前581年 \| 前580年 \| 前579年                                                                |
| 纪年： | 周简王二年 魯成公七年 齐顷公十五年 晉景公十六年 秦桓公二十年 宋共公五年 楚共王七年 衛定公五年 陈成公十五年 蔡景侯八年 曹宣公十一年 郑成公元年 燕昭公三年 吴王寿梦二年 杞桓公五十三年 |

## 大事記
- 楚国大夫屈巫逃到晋国，楚国屠灭屈巫宗族，屈巫派儿子屈狐庸至吴国，教吴国人騎射，让他们攻打楚国。
- 吴国攻打郯國（山東郯城），郯國請和。
- 吳攻楚巢、徐、州來之戰。
- 楚国令尹子重攻打鄭國，晉國、魯國、宋國、衛國、曹國、莒國、邾國、杞國、齊國九國國君（晉景公、魯成公、宋共公、衛定公、曹宣公、莒渠丘公、邾定公、杞桓公、齐顷公）會盟於馬陵（鄭地，河北 大名），计划援救鄭國。